# Брејк бит
Брејк бит је израз који се користи како би се описао скуп под-жанрова електронске музике, обично окарактерисане употребом несталне 4/4 бубањ матрице (насупрот константном биту хауса и тренса). Ови ритмови се карактеришу употребом синкопа и полиритмова који се налазе у свој музици афричког порекла, као и у већем делу афро-америчке музике.